# Genteng Wetan
Genteng Wetan is een bestuurslaag in het regentschap Banyuwangi van de provincie Oost-Java, Indonesië. Genteng Wetan telt 18.756 inwoners (volkstelling 2010).